# 北普陀寺 (北京大兴)
北普陀寺是位于北京市大兴区瀛海地区南宫村的北普陀影视城内的一座汉传佛教寺院。

## 历史
北普陀影视城是1994年开始兴建的一座影视拍摄基地。影视城内兴建了一座北普陀寺，以解决影视剧组不能进入真正的佛教寺院拍片的困难，成为北普陀影视城内的影视剧拍摄布景之一。
2012年9月6日，北普陀寺举行开光法会，迎请多宝如来、妙色身如来入寺供奉，同时全面启动了大规模修葺工程。这标志着北普陀寺正式成为一所佛教寺院。释法闻出任北普陀寺的第一任住持。该寺号称观世音菩萨四大道场之一。

## 建筑
北普陀寺前有一片巨大的湖区。该寺与东普陀寺、南普陀寺建筑风格上有相似之处。寺内主殿两侧长廊上，有观音百态群雕，为一百尊与人同高的观音像。大殿内主祀观音，全像高5.80米，以泰国花梨木独木雕成。寺旁有一放生池，在该寺初建成时，池边小亭上有庙生终日伺候，提供放生服务。